# Хисамутдиново
Хисамутдиново — упразднённая в 1986 году деревня Куртлыкульского сельсовета Караидельского района Башкирской АССР.

## География
Находилась северо-восточнее оз. Учь-Бульма.

### Географическое положение
По данным на 1952 год — в 17 км от райцентра села Байкибашево, в 2 км от центра сельсовета — с. Деушево и в 90 км от железнодорожной станции Щучье Озеро.

## История
Возникла в начале XX в. В 1917 году в Хисамутдиново 39 дворов с 225 мишарями, которым принадлежало 210 десятин посева, 66 голов рабочего скота. Из 39 хозяйств, как пишет Асфандияров, у двух не было посева, до 4 десятин сеяли 11, 4—9 десятин — 19, 10—14 десятин — 7 домохозяев.
В 1952 году — деревня, входящая в Деушевский сельсовет Байкибашевского района.
Исключена из учётных данных Указом Президиума ВС Башкирской АССР от 12.12.1986 N 6-2/396 «Об исключении из учётных данных некоторых населённых пунктов»).

## Транспорт
Находилась у дороги республиканского значения (современное обозначение 80К-004). Местная дорога из Деушево